# Тупал-Пурга
Тупа́л-Пурга́ (рос. Тупал-Пурга) — присілок в Ігринському районі Удмуртії, Росія.

## Населення
Населення — 112 осіб (2010; 157 в 2002).
Національний склад станом на 2002 рік:
- удмурти — 89 %

## Урбаноніми[3]
- вулиці — Джерельна, Лучна, Молодіжна
- провулки — Клубний